# Fideicomisso
O fideicomisso pode ser definido como espécie de substituição testamentária consubstanciada na atribuição, pelo testador, da propriedade plena de determinado bem a herdeiro ou legatário seu, denominado "fiduciário", com a imposição da obrigação de, por sua morte, a certo tempo, ou sob condição pré-determinada, transmiti-la a outrem, qualificado fideicomissário. relacionado à "confiança", "curadoria" ou "encargo".
Verifica-se, assim, a nomeação daquele que recebe a coisa com condição resolutiva, com a subsequente transmissão do domínio, agora pleno, ao fideicomissário.
O fideicomisso é uma das modalidades de substituição, ao lado da vulgar e da recíproca, que possibilita ao testador (fideicomitente) estabelecer uma dupla transmissão de herança ou de legado; ou seja, em vez de chamar apenas um herdeiro ou legatário, acontece uma transmissão concomitante e sucessiva em benefício de duas pessoas (primeiro o fiduciário, que transferirá ao segundo o fideicomissário).